# Politisches Blatt
Politisches Blatt (sl. Politični list) je leta 1848 izhajal kot posebna priloga k časniku Laibacher Zeitung. Ukvatrjal se je prevdsem z aktualnimi političnimi dogodki.